# 帕默頓 (伊利諾伊州)
帕默頓（英語：Palmerton）是位於美國伊利諾伊州卡斯縣的一個非建制地區。該地的面積和人口皆未知。

## 地理
帕默頓的座標為40°00′02″N 90°08′56″W / 40.00056°N 90.14889°W，而該地的平均海拔高度為186米（即610英尺）。